# Kop van 't Ende
De Kop van 't Ende is de naam van het voormalige havenhoofd van de vestingstad Elburg in de provincie Gelderland. Tegenwoordig ligt De Kop van ’t Ende in de gemeente Dronten in de provincie Flevoland.

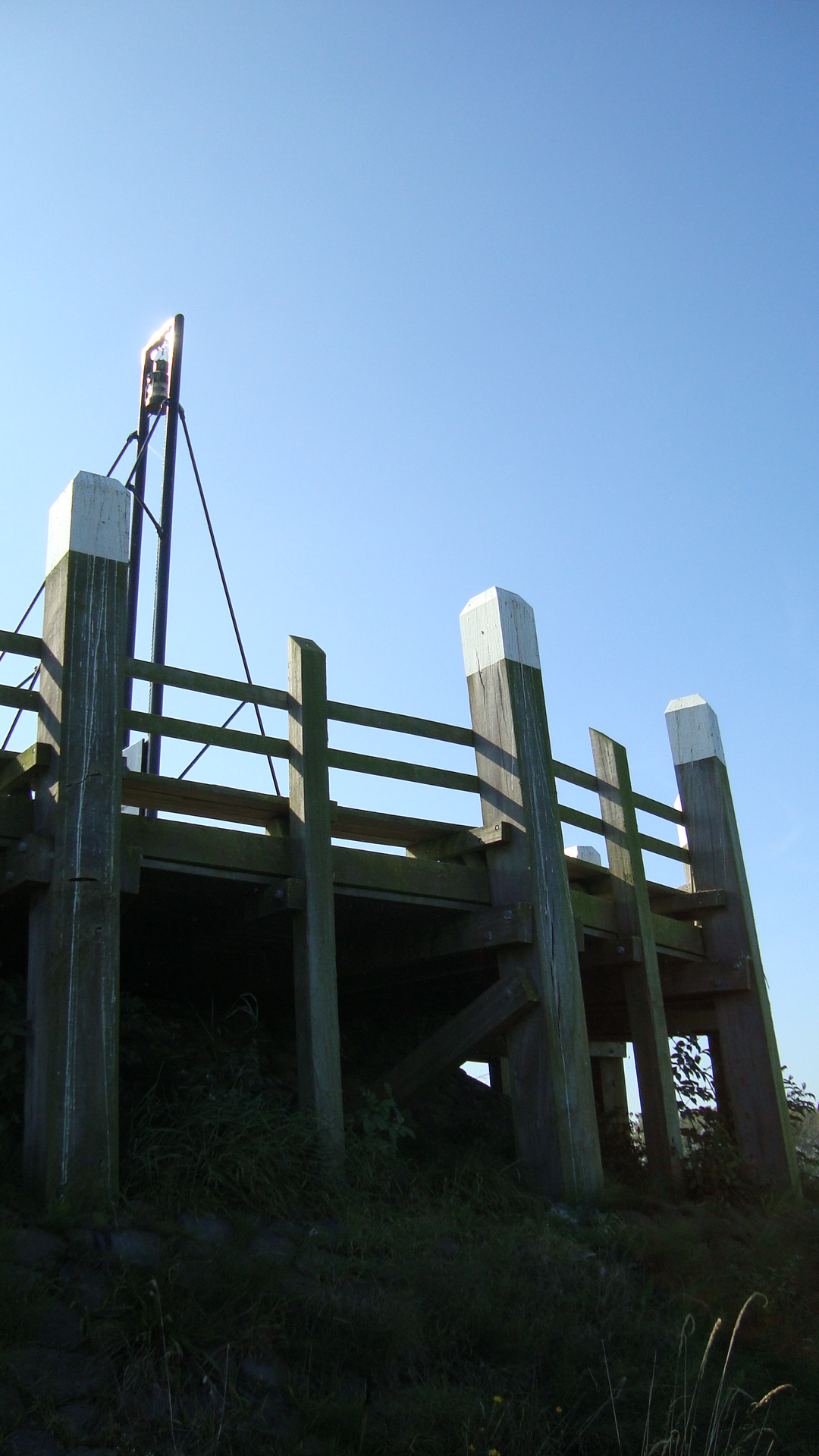
Zijaanzicht Kop van 't Ende

## Geschiedenis

### Voor 1956
Ondanks het feit dat Elburg aan de Zuiderzee lag beschikte Elburg lange tijd niet over een haven. De schepen moesten hun producten lossen op de rede. Omdat de handel met de andere steden in het Hanzeverbond steeds belangrijker werd, en een rede niet de meest ideale manier is om schepen te laden en lossen, besloot men in 1443 om een haven te graven. Omdat de stad Elburg iets minder dan 2 kilometer van de zee af lag, werd er ook een bijbehorend havenkanaal gegraven. 

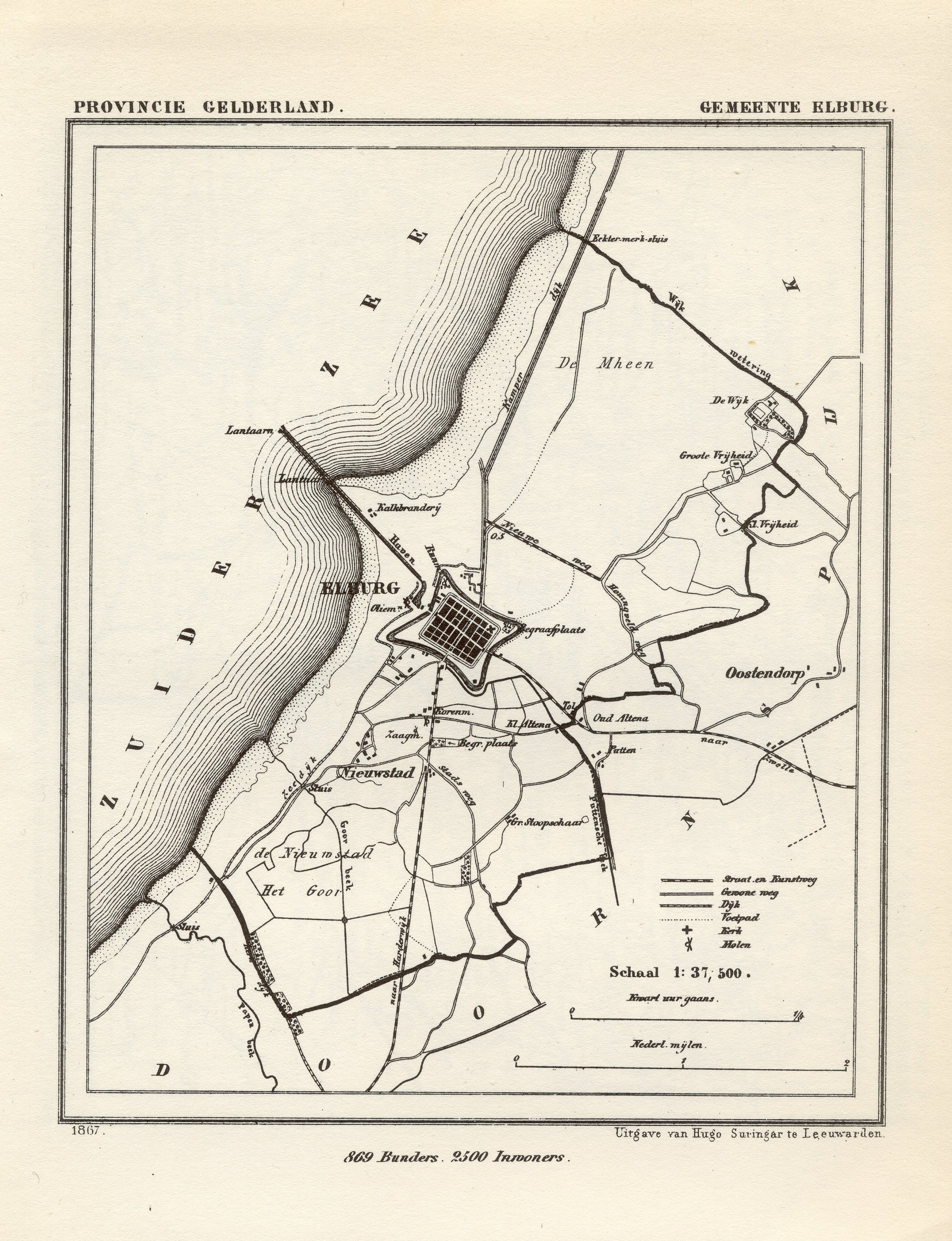
Historische kaart van Elburg uit 1868

Dit kanaal strekte zich uit in zee door middel van een houten beschoeiing. Deze beschoeiing was nodig omdat de bodem van de Zuiderzee aan de kust van Elburg erg ondiep was. Door de beschoeiing was het enigszins makkelijker om het kanaal op de gewenste diepte te houden. Toch bleef men problemen houden met schepen met een grotere diepgang, de haven was namelijk niet erg diep en ook nog eens onderhevig aan de getijden. Veel grotere schepen moesten gebruik blijven maken van de rede.
Rond 1850 wordt het besluit genomen om de haven en het havenkanaal grondig aan te pakken en er een diepe zeehaven van te maken. In 1853 is dit karwei klaar, de haven en het havenkanaal zijn uitgediept. De houten beschoeiingen van het havenkanaal werden vervangen door een stenen havendam, hiervoor zijn stenen van de stadsmuur en stadspoorten gebruikt. Aan het eind van de beide havendammen werd een havenhoofd gerealiseerd. Op het westelijke havenhoofd werd een petroleumlamp geplaatst, dit havenlicht vormde samen met het licht op de Vischpoort een rechte lijn vanaf het havenhoofd naar de haven. Om deze reden werd de Vischpoort ook niet gesloopt voor de bouw van de havendam. In 1911 nam de gemeenteraad het besluit om een houten ombouw om het havenhoofd heen te bouwen, dit om te voorkomen dat schepen bij een sterke noordenwind tegen de basaltblokken kapotgeduwd werden. Op deze ombouw werd een soort van terras gemaakt waarop het havenlicht werd geplaatst.
Het havenlicht moest elke avond met de hand worden aangestoken door de havenmeester. Mocht dit licht bij slecht weer uitwaaien dan moest de havenmeester in het donker de glibberige tocht naar het havenhoofd opnieuw maken. Uit een brief van de vissersvereniging, aan de gemeenteraad, blijkt dat de vissers niet heel gelukkig zijn met deze constructie. Het komt te vaak voor dat het licht uitwaait of dat het water van de Zuiderzee te hoog is om de tocht naar het havenhoofd te kunnen maken, de golven sloegen dan over de havendam heen. In het najaar van 1947 wordt dan ook besloten om de petroleumlamp te vervangen door een gaslamp met tijdschakelaar, zodat het havenlicht altijd aangaat en blijft branden.
Inmiddels was de haven van Elburg voornamelijk in gebruik als visserijhaven inclusief eigen scheepswerf en visafslag. In 1918 werd de Zuiderzeewet aangenomen door de regering. Dit had als gevolg dat de Afsluitdijk werd aangelegd en begonnen werd met het inpolderen van de Wieringermeer en later met de Noordoostpolder en Oostelijk Flevoland. Voor de vissers in Elburg had dit als gevolg dat er steeds minder gevangen werd en steeds meer vissers stopten met de visserij. Een aantal van deze vissers ging werken in de Zaanse industrie of bij de Zuiderzeewerken. Omdat Elburg geen aantrekkelijke vestigingsplaats was voor grote bedrijven had de inpoldering en afsluiting van de Zuiderzee een grote invloed op de lokale economie. De toenmalige burgemeester Feith besefte dat de (cultuur)historische waarde van Elburg als goed geconserveerd vestings- en vissersstadje een grote aantrekkingskracht kon uitoefenen op toeristen uit binnen en buitenland. Vooral de historische binnenstad profiteerde na de Tweede Wereldoorlog als snel van het toenemende toerisme. De haven, het havenhoofd en het visserijverleden werden pas later betrokken bij het aanbod aan (cultuur)historische erfgoed in Elburg.

### Na 1956
Op 10 juli 1956 om 15.38 uur werd het laatste gat in de dijk gedicht en kwam er een einde aan het tijdperk van Elburg als zeehaven. Door de inpoldering van Oostelijk Flevoland werd het havenkanaal en de havendammen met ruim 300 meter ingekort. Het laatste deel van de havendammen en het havenhoofd lagen nu in de polder Oostelijk Flevoland, de dijk die om Oostelijk Flevoland was aangelegd sneed als ware dwars door de twee havendammen heen. Tot december 1956 heeft het havenhoofd nog dienstgedaan als aanlegsteiger voor de Elburger vissers die het monopolie hadden gekregen om de 54.000 ha. grote polder leeg te vissen. Eind 1956 verloor ook het havenlicht haar functie en werd gedoofd.
Na het droogvallen van de polder in 1957 was de functie van het havenhoofd verloren gegaan. De havendammen werden langzamerhand overwoekerd door grassen en onkruid. De vloedpalen en het havenhoofd begonnen te rotten en langzamerhand in elkaar te storten. Als gevolg van de focus op het toerisme werd in 1988 de Stichting Kop van ’t Ende opgericht om te voorkomen dat de deze herinnering aan het Elburger verleden voorgoed zou verdwijnen. Mede dankzij hulp van de oudheidkundige vereniging “Arent thoe Boecop” en de Elburger Botterstichting werd het havenhoofd gerestaureerd.
In 2007 en 2008 volgde nog een grote restauratie, waarbij rondom de twee havenhoofden een grote plas water werd gegraven om zo een beter beeld te geven hoe de situatie er voor 1956 uitzag. Ook werd er een natuurgebied rondom de plassen aangelegd. Op 1 maart 2008 was deze restauratie klaar en werd het havenlicht weer ontstoken. Nu niet om veiligheids- of economische redenen maar puur als symboliek.

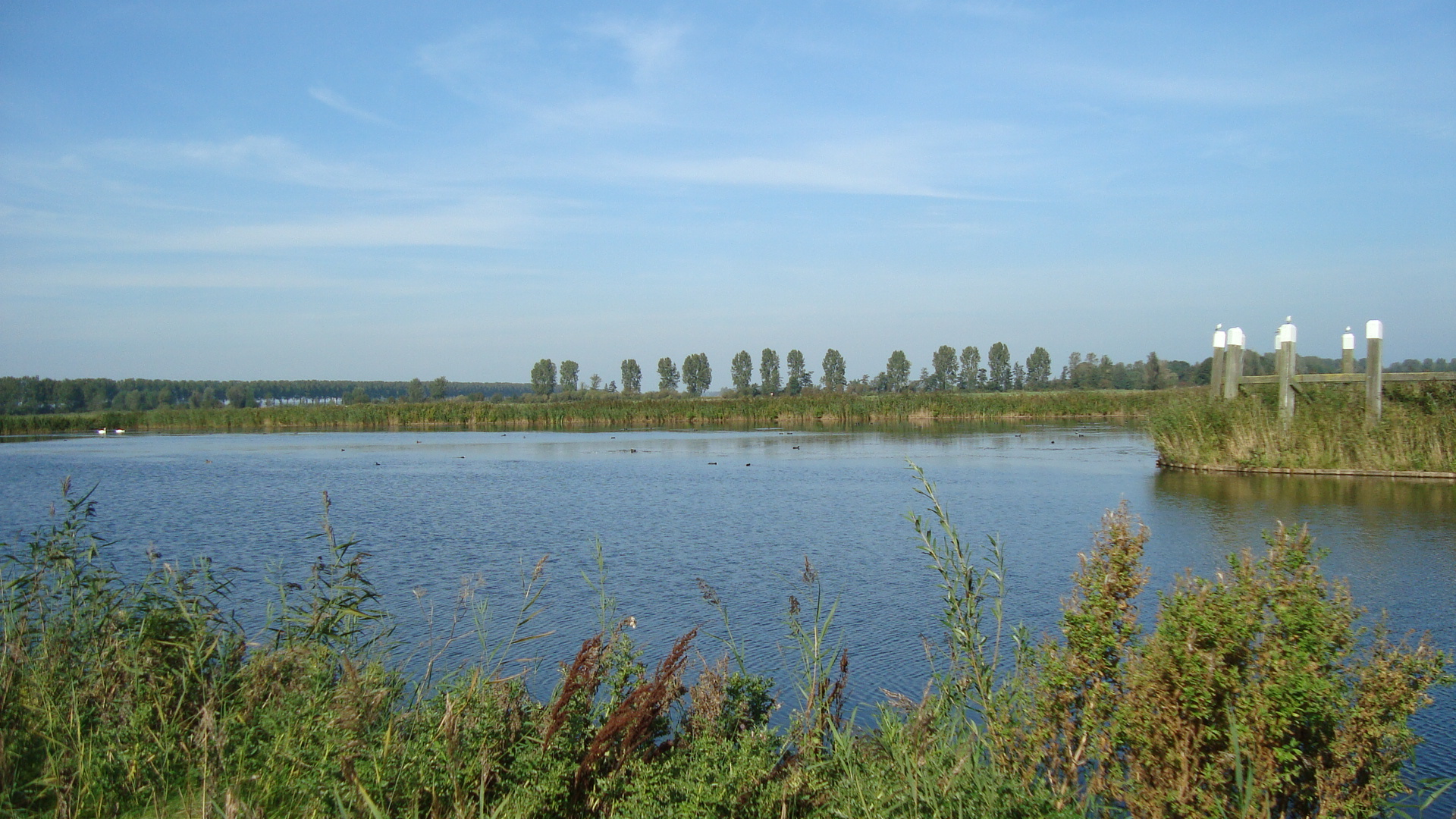
Uitzicht vanaf het havenhoofd

## Geografie

### Topografie
De Kop van ’t Ende ligt in natuurgebied ‘Greppelveld’ een in 2008 aangelegd natuurgebied wat grofweg begrensd wordt door de provinciale weg 309 (Elburgerweg) in het zuidwesten, de provinciale weg 306 (Drontermeerdijk) in het zuidoosten, de Stobbenweg in het noordwesten en Boswachterij Abbertbos in het noordoosten. Het Greppelveld bestaat uit water, rietkragen, drassige graslanden en lage begroeiing met struiken. Achter de Drontermeerdijk ligt het Drontermeer met haaks daarop het havenkanaal van Elburg.

### Fysische geografie
Het gedeelte van Oostelijk Flevoland waar de Kop van ’t Ende ligt is niet altijd zee geweest. Er heeft lange tijd een zoet watermeer gelegen op de plek van het huidige IJsselmeer, de Romeinen noemden dit meer Flevum of Flevomeer. De locatie van de Kop van ’t Ende is echter lange tijd niet bedekt geweest door water. Dit heeft zijn gevolgen voor de bodemopbouw onder en rond de Kop van ’t Ende.

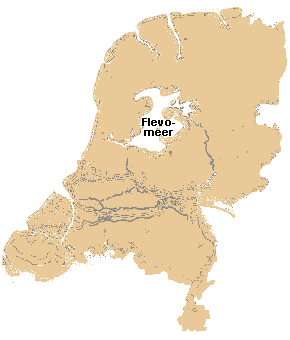
Flevomeer

De ondergrond bestaat uit een laag dekzand uit het Pleistoceen. Boven op deze laag zijn in het Holoceen diverse bodemlagen afgezet. In het begin van het Holoceen zijn er diverse planten gaan groeien op het dekzand. Omdat het gebied een delta was van de Overijsselse Vecht, de IJssel en diverse Veluwse beken, en deze rivieren en beken steeds meer water aanvoerden, groeide de omvang van het Flevomeer en werd het gebied steeds natter. Ook steeg het grondwater steeds meer onder andere door het verdwijnen van naaldbossen en het ontstaan van loofbomen.
Hierdoor werd het deltagebied steeds kleiner en kwam de begroeiing steeds vaker onder water te staan en verdween het op den duur geheel onder water. Hierdoor trad er vervening op. Vervening treedt op als plantenresten minder snel worden afgebroken dan nieuwe platen kunnen groeien. Omdat het (grond)waterpeil steeg kwam het pakket met oude plantenresten onder water te staan, hierdoor kon er geen zuurstof bij de oude plantenresten komen en worden deze plantenresten niet meer afgebroken en vormen ze een steeds dikker pakket veen. (Hollandveen Laag; Formatie van Nieuwkoop) Het (grond)waterpeil bleef stijgen en op de veenlaag werd een laag met detritus afgezet. (Flevomeer Laag; Formatie van Nieuwkoop)

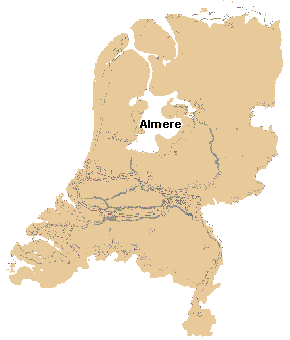
Almere of Aelmere

Na het begin van de jaartelling verzandde het zeegat van Bergen en moest het water vanuit het Flevomeer een andere weg zoeken naar zee. Er ontstonden enkele geulen door middel van deze geulen stond het Flevomeer in verbinding met de zee. Sinds die tijd staat het Flevomeer bekend als Almere (meer) of Aelmere. Het water van het Almere was brak, de rivieren en beken voerden nog veel zoet water aan en de zee had nog te weinig invloed om het water helemaal zout te maken. In deze periode is er een laag met siltige tot zandige klei en fijn zand gevormd. (Almere Laag; Formatie van Naaldwijk)

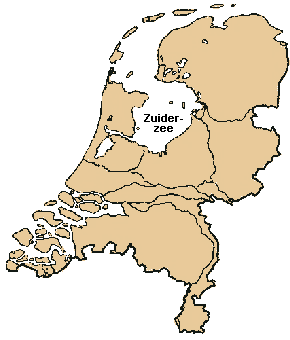
Zuiderzee

Rond 1200 werd veel van het veen wat aan de randen van het Almere lag weggeslagen door vloedgolven. Met als gevolg dat het Almere nog groter werd en er een open verbinding ontstond met de zee. De Zuiderzee was ontstaan. Omdat de locatie van de Kop van ’t Ende verder van het meer af lag is de veenlaag hier grotendeels intact gebleven. Door de invloed van de Zuiderzee werd boven op de veenlaag, de laag met detritus, de laag met siltige tot zandige klei en fijn zand nog een laag gevormd met kalkrijke klei en zand. (Zuiderzee Laag; Formatie van Naaldwijk)
Door de inpoldering van Oostelijk Flevoland en dus ook het gebied rond de Kop van ’t Ende zijn er sinds 1956 geen verdere afzettingen gevormd. Wel is door ontwateren en het intensieve grondgebruik inklinking ontstaan. Het landschap kenmerkt zich door de rechte kavels en wegen afgewisseld door sloten, vaarten, bossen en bebouwing.
Door het aanleggen van het natuurgebied en de restauratie van de Kop van ’t Ende in 2008 werd er geprobeerd om de situatie van voor 1956 te laten zien. De plas water rond de beide havenhoofden geeft de situatie weer ten tijde van de Zuiderzee, de havenhoofden lagen immers in het water. Maar door het stilstaande water en de vernatting van de omringende landbouwgrond ontstaat er tevens een beeld van de situatie van ver voor de jaartelling toen er planten groeiden in een drassig gebied.

## Naamgeving
De vissers van Elburg beschouwden het havenkanaal als onderdeel van de haven. Het einde van de haven, de havenhoofden, noemden zij ‘het ende van de haven’. Door de jaren heen is dat uitgegroeid tot de Kop van ’t Ende.

## Trivia
In 2001 is in Elburg een zeemanskoor opgericht met als doel het zingen van zeemans- en shantyliederen. Om de band met het visserijverleden duidelijk te maken hebben zij gekozen voor de naam Kop van 't Ende.

## Foto's

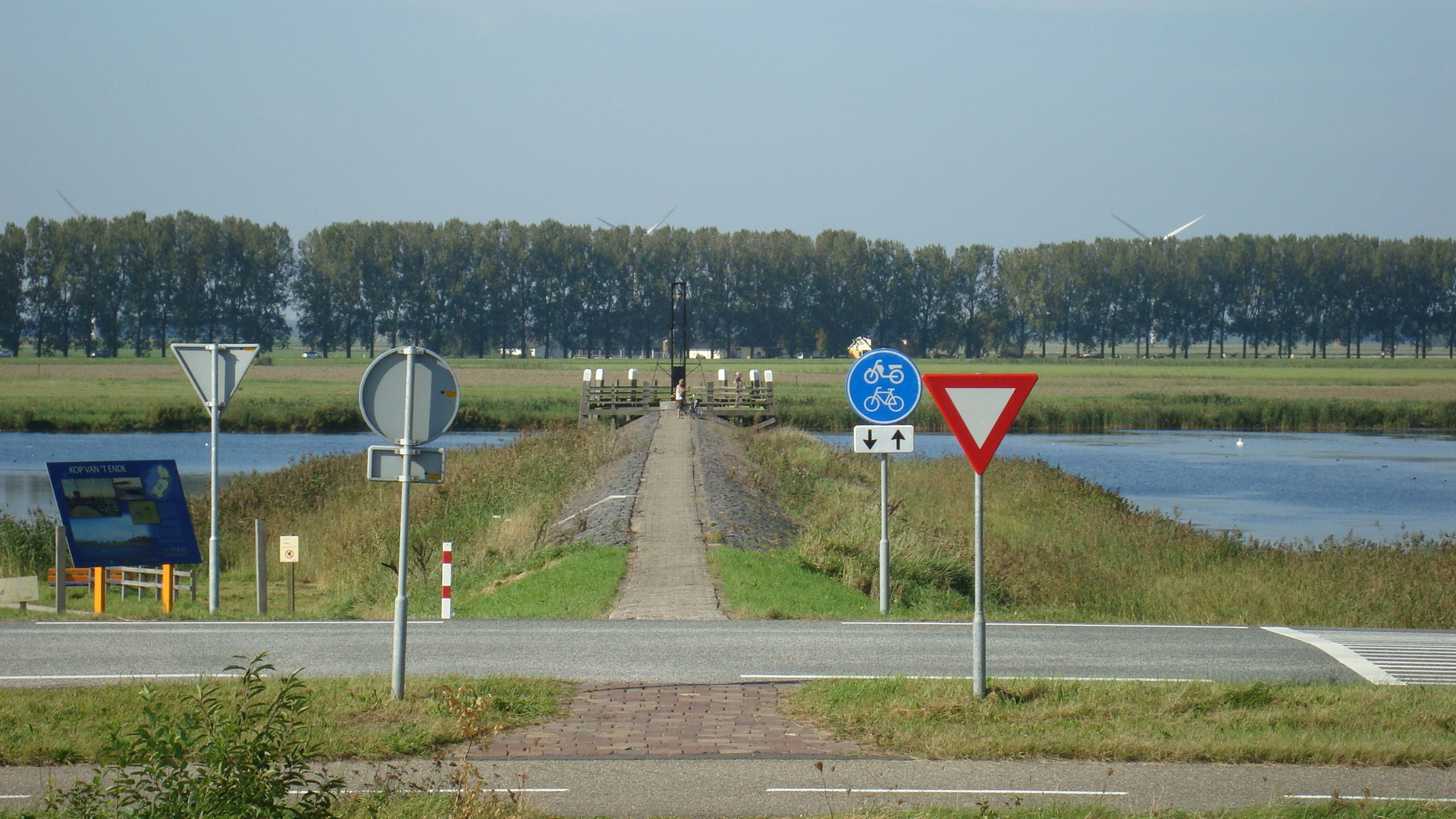
de Kop van 't Ende vanaf de dijk gezien

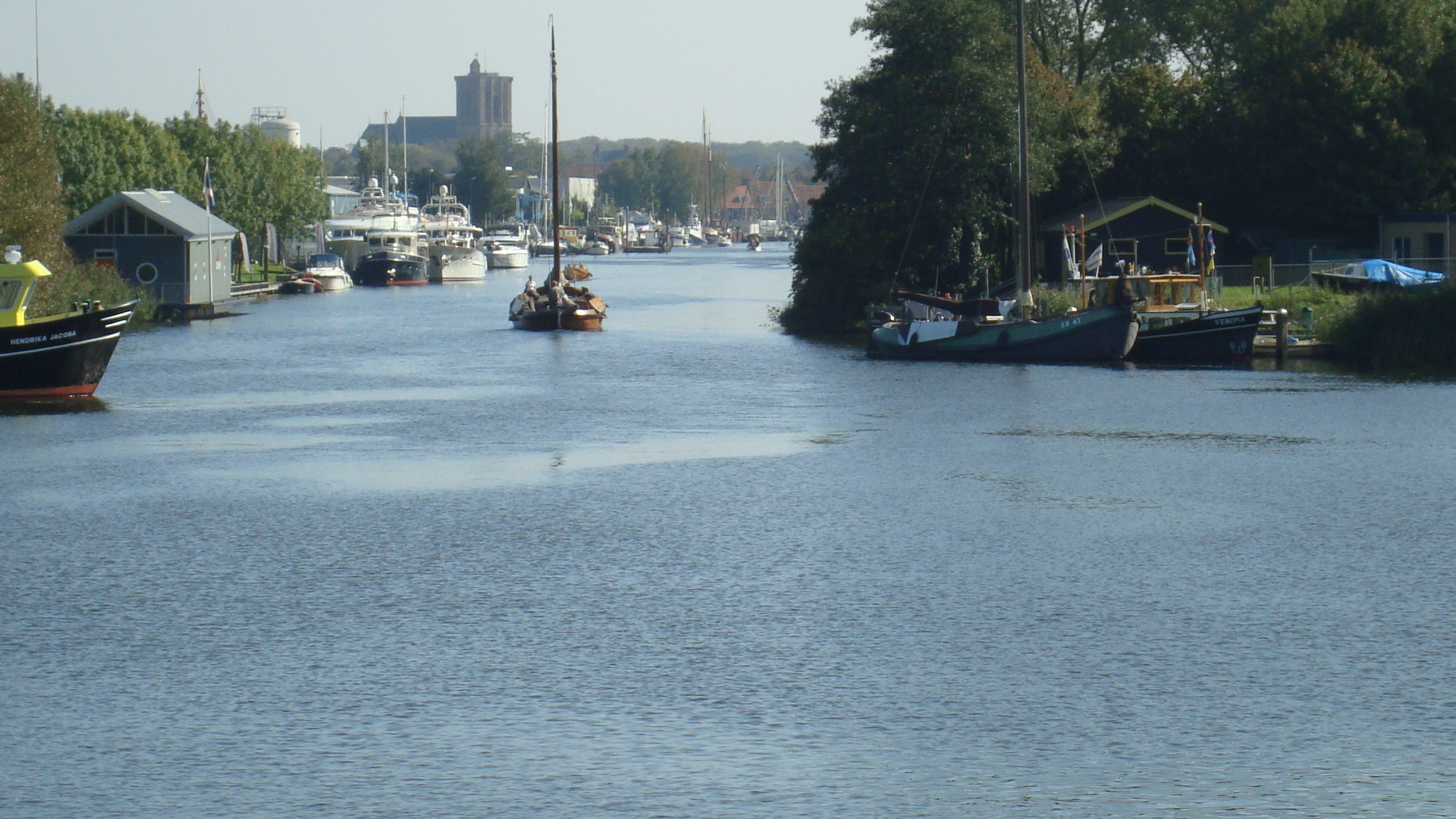
Uitzicht op het havenkanaal